# Bassin versant du Guadiana

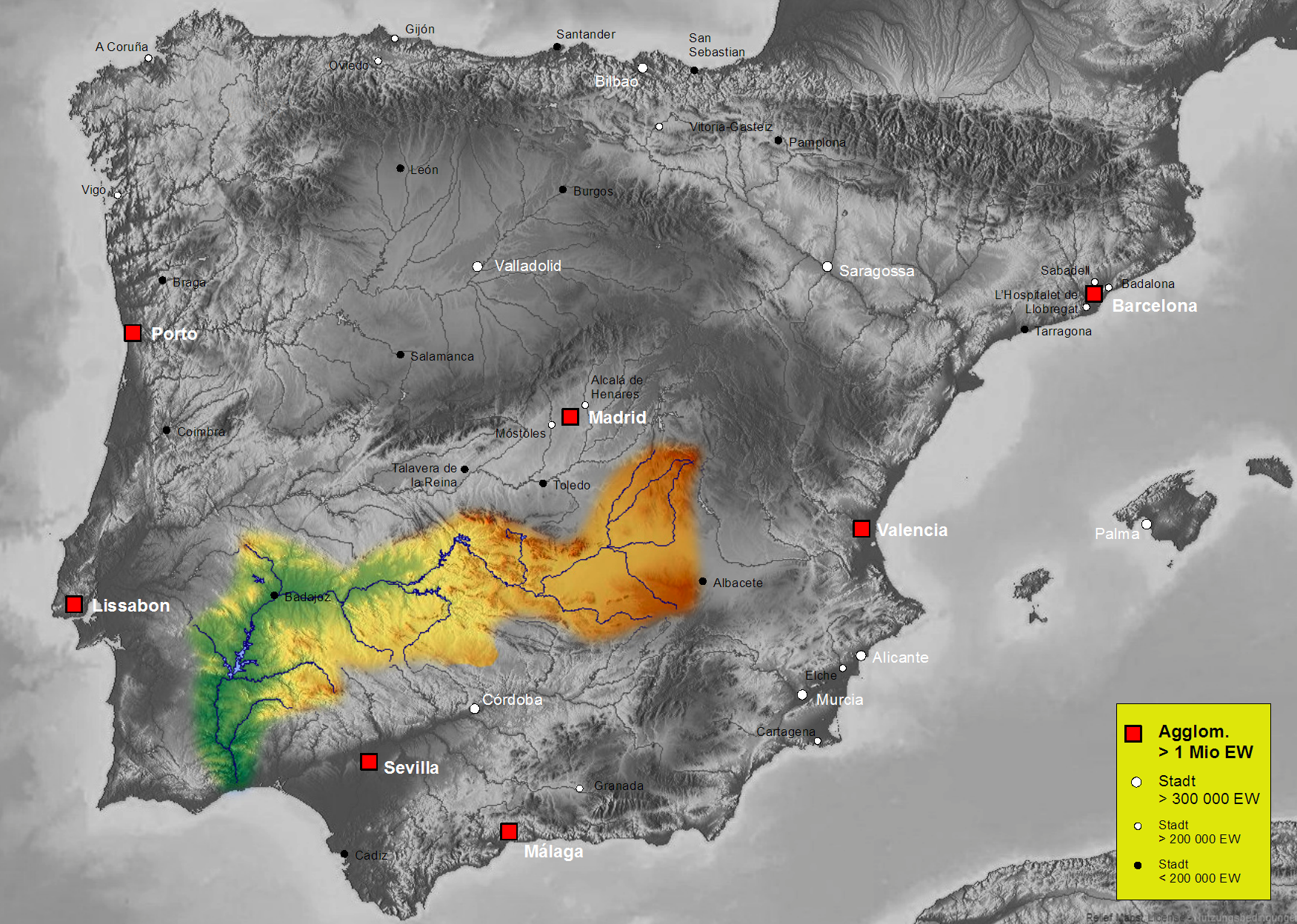
Carte physique du bassin de Guadiana.

Le bassin versant du Guadiana est le bassin de la rivière Guadiana, qui traverse le centre et le sud-ouest de la péninsule Ibérique et coule entre Vila Real de Santo António et Ayamonte, formant la frontière entre le Portugal et l'Espagne.
|                       | Guadiana Espagne | Guadiana Total   | Espagne/Total % |
| --------------------- | ---------------- | ---------------- | --------------- |
| Apports hm3           | 3 884,01         |                  |                 |
| Superficie km2        | 55 527,6         | 67 147,7         | 82,69           |
| Population (INE 2005) | 1 472 800        | 2 000 000 (est.) | 74              |

Le nombre d'affluents principaux, c'est-à-dire de plus de 25 km de long, est de 137, parmi lesquels se distinguent le Guadlamez, le Bullaque, l'Estena, le Zújar, le Zapatón, le Gévora, le Múrtigas et l'Ardila, pour ne citer que les apports de plus de 90 hm3. naturels. La rivière Vascão est le principal affluent de la zone portugaise, avec un bassin individuel d'environ 455 km2,.
| Communauté autonome | Province    | Superficie (km2) | Superficie (%) | Superficie pour CCAA (%) |
| ------------------- | ----------- | ---------------- | -------------- | ------------------------ |
| Andalousie          | Cordoue     | 2 747,3          | 4,9            | 10,1                     |
| Andalousie          | Huelva      | 2 870,5          | 5,2            |                          |
| Castille-La Manche  | Albacete    | 2 006,0          | 3,6            | 47,7                     |
| Castille-La Manche  | Ciudad Real | 16 466,9         | 29,7           |                          |
| Castille-La Manche  | Cuenca      | 4 789,9          | 8,6            |                          |
| Castille-La Manche  | Tolède      | 3 199,8          | 5,8            |                          |
| Estrémadure         | Badajoz     | 20 251,5         | 36,5           | 42,2                     |
| Estrémadure         | Cáceres     | 3 195,6          | 5,8            |                          |